# Шестопалов, Фёдор Николаевич
Шестопалов Фёдор Николаевич (18 февраля 1931 года, с. Преображенка, Дальневосточный округ, Приморский край, СССР — 12 февраля 2007 года, г. Владивосток, Приморский край, РФ) — бригадир котельщиков-корпусников Дальзавода. Герой Социалистического Труда. Почётный гражданин г. Владивостока.

## Биография
Родился в селе Преображенка Приморского края. После завершения обучения в местной сельской средней школы, в 1948 году окончил ремесленное училище №1 во Владивостоке. В том же году начал работать судосборщиком на Дальзаводе. В 1954 году был призван в ряды Советской Армии. В 1957 году, уволившись в запас, вернулся на работать на Дальзавод. Будучи бригадиром получил высший 6 разряд. Коллектив под его руководством регулярно перевыполнял годовые планы на 25—30 процентов.    
26 апреля 1971 года «закрытым» Указом Президиума Верховного Совета СССР за выдающиеся заслуги в выполнении заданий пятилетнего плана по развитию судостроительной промышленности ему было присвоено звания Героя Социалистического Труда с вручением ордена Ленина и золотой медали «Серп и Молот».     
С 19 сентября 1972 года — Почётный гражданин г. Владивостока.     
На пенсии с 1997 года, однако продолжал работать на Дальзаводе до 2003 года.     
Умер 22 февраля 2007 года.      

## Награды
- Орден Ленина (1971 год)
- Орден «Знак почета» (1966 год)
- Медаль «За трудовое отличие» (1966 год)
- Медаль «За доблестный труд» (1970 год)
- Медаль «Ветеран труда» (1984 год)
- Медаль «300 лет Российскому Флоту» (1996 год)[3][2]

## Память
- 1 июля 2015 года состоялась торжественная церемония открытия мемориальной доски Фёдору Шестопалову на фасаде дома № 2 по улице Дальзаводской г. Владивостока[5].